# エイブラム・ヒューイット
エイブラム・スティーブン・ヒューイット (英語: Abram Stevens Hewitt、1822年7月31日 - 1903年1月18日)はアメリカ合衆国の教員、弁護士、鉄工実業家、政治家。"Father of the New York City Subway System"と呼ばれる。

## 生い立ち
ニューヨーク州ハベストローで生まれた。母アン・ガーニーは、フランスのユグノーの子孫、父ジョン・ヒューイットはイングランドのスタッフォードシャー出身で、1790年に米国に移住し、フィラデルフィアのwater plantに動力を供給する蒸気機関で働いていた。
働きながら1842年にコロンビア大学を卒業し、数学教師になり、数年後、弁護士になった。
1843年から1844年に教え子のエドワード・クーパー(彼も後にニューヨーク市長となる)とヨーロッパを旅した。帰途で、船が難破した。その後、事実上のクーパー家の一員となり、1855年にエドワードの姉妹、サラ・アメリアと結婚した。

## 経歴
1845年、ピーター・クーパーの融資により、ヒューイットとエドワード・クーパーはトレントンで製鉄所(the Trenton Iron Company)を始め、1854年、初の構造錬鉄材やその他の革新的な製品を開発した。他の企業に投資し、多くの企業で取締役を務めた。米国政府に奉仕し、従業員との格別に良好な関係でも知られていた。
サラ・クーパーとの結婚後、クーパー・ユニオンの建設を監督し、1903年まで理事会の議長を務めた。

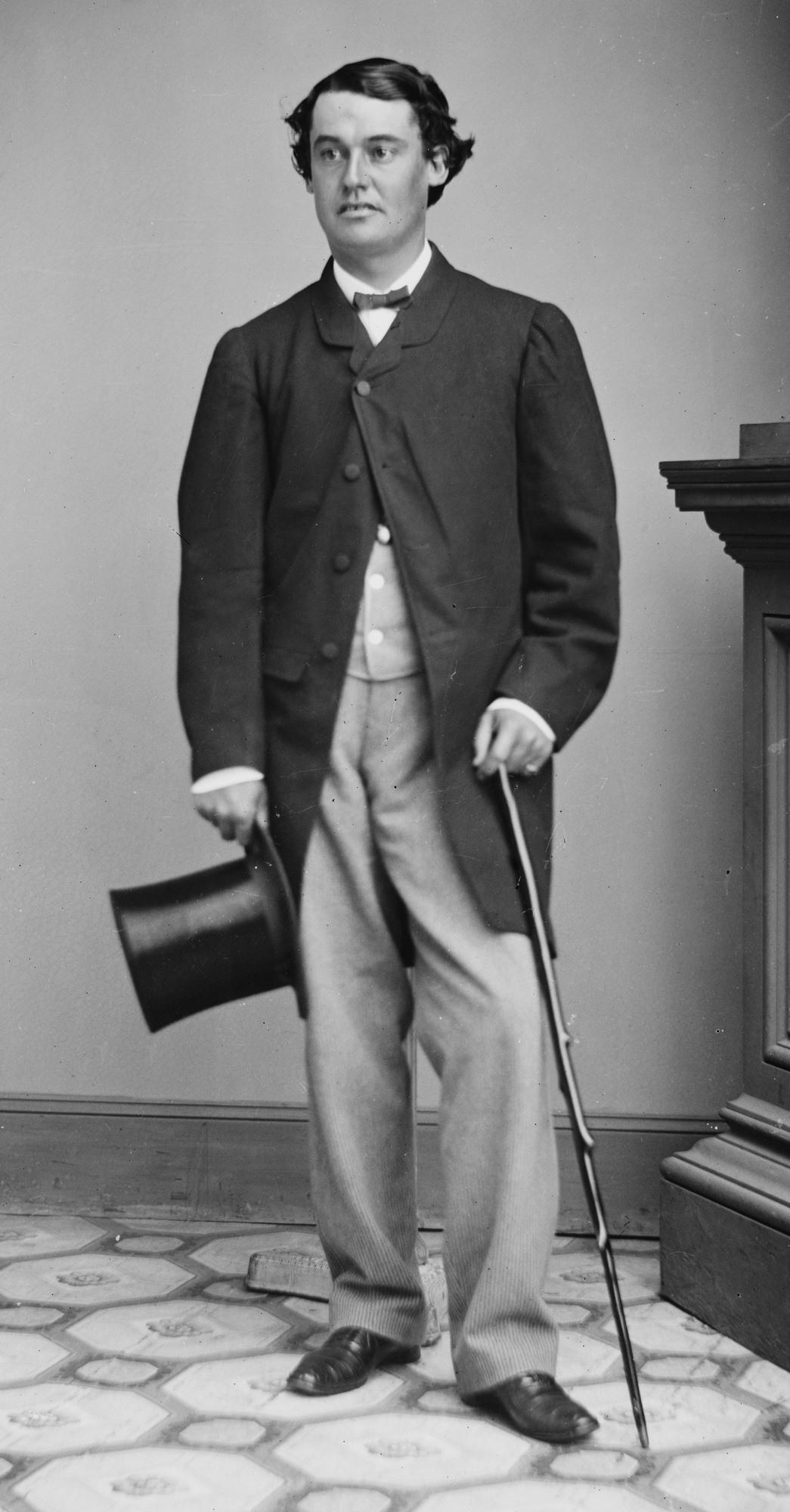
1855年から1865年

1871年、サミュエル・ティルデンに触発され、タマニー・ホールが没落すると、ニューヨーク民主党の再編を助けた。1874年に、アメリカ合衆国下院議員となり、5期務め、1876年、民主党全国委員会委員長となった。
1883年、マンハッタンとブルックリン区間のブルックリン橋の開通式での演説が最も有名である。
ニューヨーク市長選挙で、ニューヨーク市長に選出された。当時タマニー・ホールのリチャード・クローカーが民主党を再び牛耳り始め、ヒューイットを擁立した。 統一労働党からは政治経済学者ヘンリー・ジョージ、共和党からはセオドア・ルーズベルトが出馬するも、2人に勝利を収めた。性格面と先天説の信念から、市長として、成功しなかった。例えば、セント・パトリックス・デイ・パレードの再検討の拒否、それによる民主党の権力基盤の大部分の損失などである。タマニー・ホールが思うが儘にするのも拒否し、その結果、2期目の支持を得られなかった。
健全な資金管理の一貫性と公務員改革の擁護者と言われ、有名な"Unnecessary taxation is unjust taxation."という発言が引用される。ニューヨーク市地下鉄建設計画とその革新的な資金調達を進めたことから、"ニューヨーク市の地下鉄システムの父"としても知られている。
ウェストバージニア州の広大な土地を持っており、天然資源にも多くの投資をしていた。ウィリアム・N・ページは彼のマネージャーの一人だった。スタンダード・オイルの重役ヘンリー・H・ロジャーズとも交流があった。ファイエット郡Loup Creek Estateに投資していた。ディープウォーター鉄道は当初は所有地の炭鉱から歴青炭をカナワ川沿いのチェサピーク・アンド・オハイオ鉄道本線まで運ぶ短距離の鉄道としてルー・クリークの投資家によって造られた。金利紛争後、この小さな一級鉄道は最終的にバージニア州ハンプトン・ローズのSewell's Pointにある新しい石炭桟橋まで延長された。この鉄道は後にバージニアン鉄道と改名し、1959年まで続いた。

## 慈善活動
慈善家として、教育に深い関心を示した。1887年、コロンビア大学で法学博士号を取得し、1883年の同窓会会長、1901年から死ぬまで評議員を務めた。1876年、アメリカ採鉱技術者協会会長に選出された。カーネギー研究所創設者兼 評議員でもある。バーナード大学、アメリカ自然史博物館 評議員も務めた。

## 死と家族
1903年に亡くなり、ニューヨークブルックリン区グリーンウッド墓地に埋葬された。彼の口から酸素チューブを取った後、最後の言葉は、"And now, I am officially dead."であった。
娘のエイミー、エレノア、サラは、驚異的な量の装飾芸術品を収集し、後にこれはクーパー・ヒューイット国立デザイン博物館の展示品の中核となった。 息子ピーター・クーパー・ヒューイット(1861-1921)は発明家として成功した。息子エドワード・ウッド・ヒューイット(1866-1957)も発明家であり、化学者やフライフィッシングについての初期の専門家であった。Telling on the Troutを出版した。末息子アースキン・ヒューイット(1878-1938)はニューヨーク市の弁護士、慈善家であった。1936年にニュージャージー州にRingwood Manorを寄贈した。

## 遺産

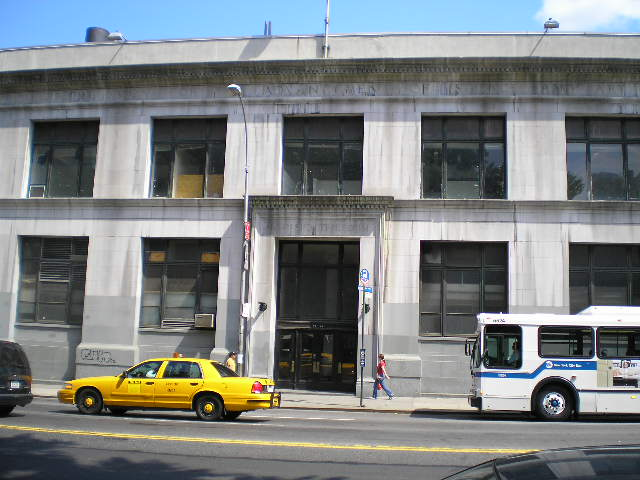
マンハッタンクーパー・スクエアクーパー・ユニオンエイブラム・ヒューイット記念ビル

- 彼に因んで命名されたクーパー・ユニオン建物の一つは、2007年に取り壊され、41 Cooper Squareとなった。スタンフォード・ホワイト設計の20フィートの柱はブルックリン区グリーンウッド墓地に移された[6]。
- ニューヨークの消防艇Abram S. Hewittは彼に因んで命名された。1903年から1958年まで使用され、Rossvilleに今でも残骸が残っている。
- オールバニのニューヨーク州の大ホールに彼の等身大の白い大理石の彫像がある。
- ヒューイットのウェストミルフォードのロングポンド製鉄所州立公園には彼の経営していた会社の鉄の製錬炉跡がある。
- リングウッドのリングウッド・マナーは1857年から1930年までヒューイット家のサマーハウスであり、リングウッド州立公園として保存されている。
- ブロンクス区 のエイブラム・スティーブン・ヒューイット校、コロンビア大学バーナード校ヒューイット・ホール、自然歩道アパラチアン・トレイル[7]は彼に因んで命名された。